# Niklas Süle
Niklas Süle (* 3. September 1995 in Frankfurt am Main) ist ein deutscher Fußballspieler. Nach mehreren Jahren bei der TSG 1899 Hoffenheim und dem FC Bayern München spielt der Innenverteidiger seit 2022 für Borussia Dortmund. Auf denselben Positionen wurde er von 2016 bis 2023 in der A-Nationalmannschaft eingesetzt.

## Herkunft und Ausbildung
Süles Familie stammt väterlicherseits aus Ungarn. Sein Großvater György wanderte mit seiner Frau aus der ungarischen Hauptstadt Budapest nach Deutschland aus. Sein Vater Georg ist in Deutschland geboren, besaß bis zu seinem 16. Lebensjahr aber neben dem deutschen auch den ungarischen Pass. Süles Eltern trennten sich, als er vier Jahre alt war; er hat einen ebenfalls fußballbegeisterten, drei Jahre älteren Bruder. Wegen seines Nachnamens, der dem türkischen Namen Süleyman ähnelt, erhielt Süle einmal eine Anfrage von Vertretern des türkischen Fußballverbandes, die ihn für türkischstämmig hielten.
Parallel zu seiner Fußballkarriere erlangte Süle an der Kraichgau-Realschule Sinsheim die Mittlere Reife. Hierbei wurde er von Lehrern der Initiative Anpfiff ins Leben unterstützt.

## Karriere

### Vereine

#### Beginn in Hessen
Süle begann bei Rot-Weiß Walldorf mit dem Fußballspielen und wechselte zehnjährig in die Jugendabteilung von Eintracht Frankfurt, für die er drei Spielzeiten lang aktiv war. Im Juni 2009 ging er zum SV Darmstadt 98, dem er sechs Monate angehörte, bevor er in der Winterpause von der TSG 1899 Hoffenheim verpflichtet wurde und mit anderen Nachwuchsspielern in deren Internat einzog. Schon mit 16 Jahren rückte der Verteidiger in die Hoffenheimer A-Jugend auf, wo er fortan sehr häufig berücksichtigt wurde. Süle spielte in seiner ersten U19-Bundesligasaison neben Teamkameraden wie Patrick Schorr, Paul Ehmann und Jeremy Toljan in der Verteidigung, die neben der SpVgg Unterhaching die jeweils viertwenigsten Gegentreffer zuließ. Süle bereitete ein Tor vor, war mit vier gelben Karten vergleichsweise fair und stand mit seiner Mannschaft am Saisonende lediglich zwei Punkte über der Abstiegszone, während Bayern München den Staffelsieg holte und auch Konkurrenten wie Freiburg, Mainz und Stuttgart in der oberen Tabellenhälfte landeten. Trotzdem berief Nationaltrainer Stefan Böger den Jungen in die Auswahl für die U17-EM in Slowenien, bei der dieser vier von fünf Turnierspielen, einschließlich des verloren gegangenen Finales, absolvierte. Mit ihm im Kader standen mit Julian Brandt, Leon Goretzka, Niklas Stark und Timo Werner weitere spätere A-Nationalspieler.

#### Fortsetzung in Baden-Württemberg ...

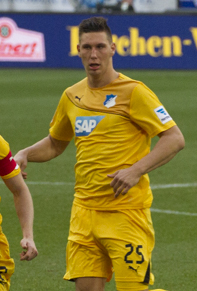
Im Trikot der TSG 1899 Hoffenheim (2014)

Zur Saison 2012/13 rückte Süle in die zweite Mannschaft der Hoffenheimer auf, für die er erste Einsätze in der Regionalliga Südwest absolvierte. Parallel dazu war er hauptsächlich als Stamm-Innenverteidiger neben wechselnden Partnern im U19-Bundesligateam aktiv. Aufgrund einer Gelbsperre von Jannik Vestergaard nominierte Markus Gisdol, Trainer der ersten Herrenmannschaft, Süle am vorletzten Spieltag für die Anfangsformation, womit dieser mit 17 Jahren, acht Monaten und acht Tagen zum bis dato jüngsten im Oberhaus eingesetzten Spieler der TSG wurde. Gisdol ließ ihn auch eine Woche später für einige Minuten beim 2:1 über Borussia Dortmund auflaufen. An jenem letzten Spieltag konnte sich das abstiegsbedrohte Team noch auf Rang 16 retten und besiegte unter Mitwirkung von Süle in den anschließenden zwei Relegationspartien den Zweitligisten 1. FC Kaiserslautern. Nachdem drei Innenverteidiger, darunter Matthias Jaissle, das Team im Sommer 2013 verlassen hatten, spielte Süle zwischen dem 9. und dem 25. Spieltag in der Bundesliga stets durch und konnte sogar drei Tore, davon zwei mit dem Kopf, erzielen. Für die zweite Mannschaft spielte er hingegen nur noch zweimal.
Hoffenheim und Süle starteten vergleichsweise gut in die Spielzeit 2014/15, von den ersten neun Spielen ging keins verloren. Beim 4:3 über Hannover 96 gelang dem Verteidiger das Tor zum 4:2 (Endstand 4:3), zwei Wochen später zog er sich dann Mitte Dezember 2014 gegen Eintracht Frankfurt ohne Fremdeinwirkung einen Kreuzbandriss im linken Knie zu. Im Sommer 2015 kehrte Süle nach achtmonatiger Verletzungspause wieder auf den Platz zurück und absolvierte 34 von 35 Saisonspielen, alle über die volle Spielzeit. Mit 6,2 entschärften Situationen pro Partie war er somit dem Magazin 11 Freunde zufolge der effektivste Verteidiger der Liga. Darüber hinaus war Süle bereits zu diesem Zeitpunkt der „Abwehrchef“ des Teams und ein wichtiger Faktor im Aufbauspiel. Nach Siegen in allen Qualifikationsspielen gelang dem U21-Nationalspieler und seinen Teamkollegen der Einzug in die Endrunde der EM 2017, im Anschluss an die Ligasaison gewann man bei den Olympischen Spielen Silber. Aufgrund dessen wurde Süle als erster Hoffenheimer Spieler für die A-Nationalmannschaft berücksichtigt. Auch nach seiner Rückkehr blieb Süle, der Angebote aus England erhielt, fester Bestandteil des Hoffenheimer Defensivverbunds. Ab dem 21. Spieltag verlor er mit der Mannschaft in der Bundesliga nur noch zweimal, nachdem man die Hinserie sogar gänzlich ohne Niederlage absolviert hatte. Am Saisonende stand das Team auf Rang 4 und qualifizierte sich so erstmals für den Europapokal. Für Süle erfolgte im Anschluss an die Saison 2016/17 die erstmalige Einstufung in die internationale Klasse in der Rangliste des deutschen Fußballs; in der Kategorie der Innenverteidiger belegte er nach Mats Hummels und vor Javi Martínez (beide im Dienste seines künftigen Arbeitgebers Bayern München) Rang 2.

#### ... und Bayern

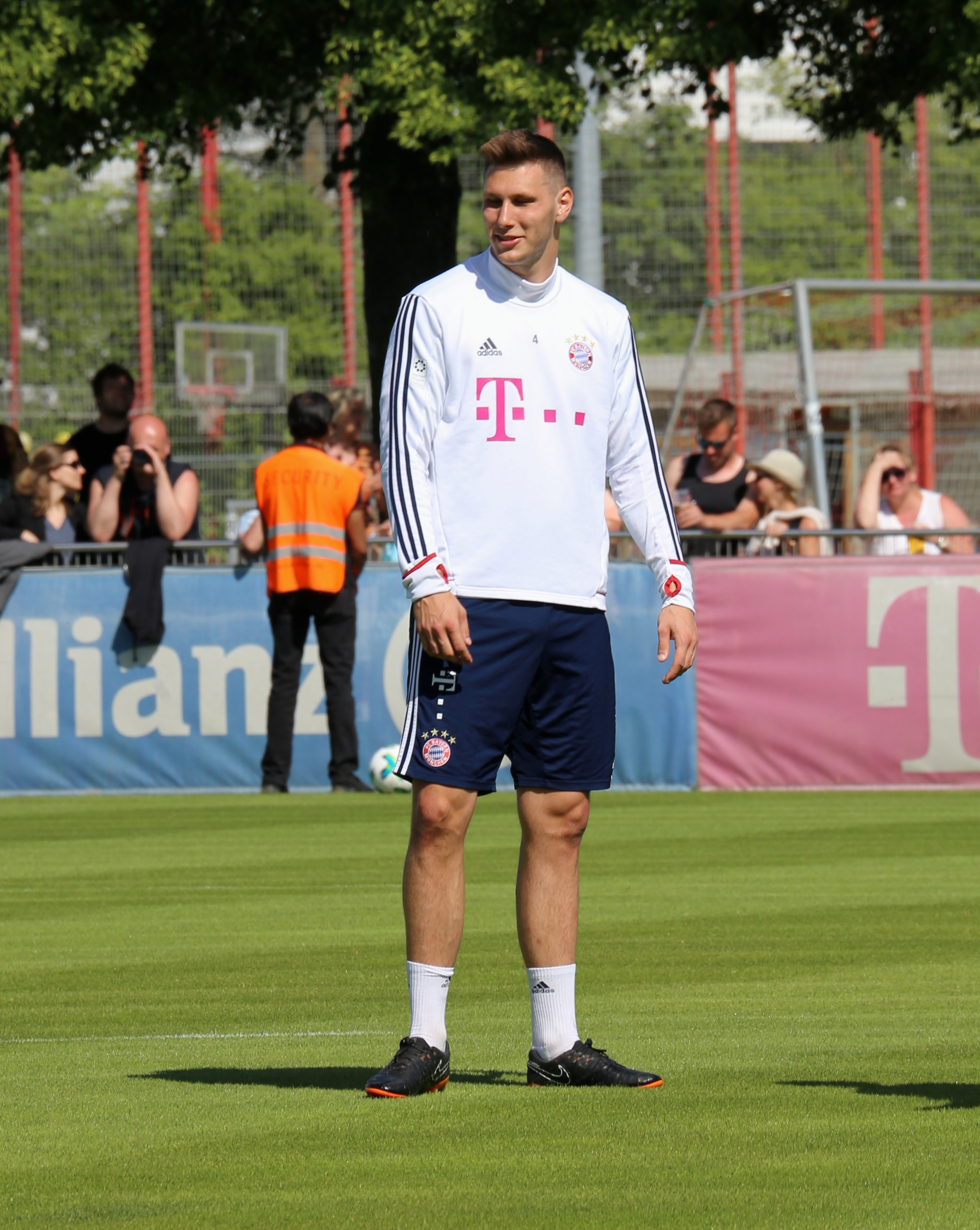
2018 beim Training auf dem Gelände des FC Bayern München

Zur Saison 2017/18 verpflichtete der FC Bayern München ihn und seinen Teamkollegen Sebastian Rudy. Süle erhielt einen bis 30. Juni 2022 laufenden Vertrag und traf auf die Stamm-Innenverteidiger Mats Hummels und Jérôme Boateng; allerdings war Letzterer in der Vorsaison häufiger verletzungsbedingt ausgefallen. Am 1. Spieltag debütierte der Verteidiger in der Bundesliga für den FC Bayern beim 3:1-Heimsieg gegen Bayer 04 Leverkusen und erzielte den Treffer zum 1:0 in der 9. Minute, das erste Tor der 55. Bundesligasaison. Als Teil einer Viererkette wurde er unter Carlo Ancelotti sowie dessen Nachfolger Jupp Heynckes im Wechsel mit Boateng und Hummels eingesetzt, absolvierte in vier Wettbewerben allerdings von den dreien die meisten Pflichtspiele. Neben dem Supercup gewann Süle, der noch je zwei Tore und zwei Assists beisteuerte und Javi Martínez ins defensive Mittelfeld verdrängte, mit dem FC Bayern auch die deutsche Meisterschaft. Die Partie um den Supercup ging letztlich ins Elfmeterschießen, in welchem der Verteidiger den entscheidenden Elfmeter für sein Team verwandelte, ehe Dortmunds letzter Schütze Marc Bartra verschoss. Im DFB-Pokal unterlag man nach einem 1:1 nach 82 Minuten letztlich doch noch Eintracht Frankfurt, nachdem die Eintracht binnen 12 Minuten zwei Tore erzielt hatte. Bis zum Halbfinalhinspiel in der Champions League, in welcher der Innenverteidiger nun auch erstmals aktiv war, blieben die Münchner bis auf ein 0:3 gegen Paris Saint-Germain, nach dem Ancelotti entlassen wurde, ohne Niederlage. Im Halbfinale scheiterten die Bayern und ihr Spieler dann am späteren Wettbewerbssieger Real Madrid. Im Rückspiel gegen die Spanier, das mit 2:2 endete, war Süle laut dem kicker mit einer 1,5 der notenbeste Akteur des FC Bayern und wurde auch auf Seiten des Gegners nur vom Doppeltorschützen Karim Benzema, der eine glatte 1 erhielt, getoppt. Süle setzte nach einer guten Stunde unter anderem den Madrider Leihspieler James Rodríguez in Szene, der das 2:2 erzielte, woraufhin das Team mit einem weiteren Treffer noch Chancen auf ein Weiterkommen gehabt hätte. Nach Abschluss der Spielzeit 2017/18 wies der Defensivspieler erneut seine internationale Klasse nach; gemeinsam mit den Innenverteidigerkollegen Boateng und Hummels setzte er sich in der kicker-Rangliste gegen Konkurrenten und andere Nationalspieler wie Manuel Akanji, Matthias Ginter und Niklas Moisander, die nur im weiteren Kreis landeten, durch.
Der ab Sommer 2018 verantwortliche Trainer Niko Kovač rotierte ebenfalls innerhalb des Innenverteidigerverbunds, wobei Süle aber erneut die meisten Einsätze des Trios vorweisen konnte. In der Bundesliga gewann er mit dem FC Bayern dessen siebten Meistertitel in Folge, beteiligt hatte er sich hier neben seinen Defensivleistungen mit zwei Toren. Allerdings erhielt der Verteidiger diesmal vom kicker in vier Ligaspielen eine 5, darunter auch für seine Leistungen beim 3:3 gegen Fortuna Düsseldorf. Erstmals gewann Süle im Frühjahr 2019 mit dem FC Bayern den DFB-Pokal, als RB Leipzig im Endspiel mit 3:0 besiegt wurde. Zuvor hatte er im Viertelfinale gegen den Zweitligisten Heidenheim (Endstand 5:4) beim Stand von 1:0 nach einer Viertelstunde den Gegenspieler Robert Andrich vor der eigenen Strafraumkante gefoult und dafür Rot gesehen. Auch in dieser Spielzeit scheiterten Spieler und Team in der Königsklasse am späteren Wettbewerbssieger, diesmal war es im Achtelfinale der FC Liverpool. Den Engländern unterlag man im Rückspiel, nachdem man bis dahin im Wettbewerb vier Siege und drei Remis hatte vorweisen können, mit 1:3.
Am 8. Spieltag der Bundesligaspielzeit 2019/20 erlitt der Verteidiger im Duell mit dem FC Augsburg erneut einen Kreuzbandriss im linken Knie und fiel monatelang aus. Beim Pokalsieg Anfang Juli 2020 stand er dann wieder im Kader des FC Bayern, einen Monat später kehrte er beim Aufeinandertreffen im Champions-League-Achtelfinalrückspiel mit dem FC Chelsea zurück aufs Feld. Im Endspiel, das die Münchner unter anderem nach einem 8:2 gegen den FC Barcelona erreichten und das aufgrund der COVID-19-Pandemie erst Ende August ausgetragen wurde, profitierte Süle von einer Muskelverletzung Boatengs nach bereits 25 Minuten, woraufhin er von Trainer Hansi Flick eingewechselt wurde. Mit dem FC Bayern gewann er so das erste Mal in seiner Laufbahn die Champions League. In seiner Abwesenheit hatten seine Teamkameraden in der Liga des Weiteren ab dem 15. Spieltag bis auf ein Unentschieden nur noch Siege eingefahren und den achten Meistertitel in Folge geholt.
Neben dem Supercup und der Champions League gewann der Verteidiger im Jahr 2020 mit Bayern München noch den UEFA-Supercup. Ebenfalls erfolgreich waren die Münchner bei der FIFA-Klub-Weltmeisterschaft in Katar, welche ursprünglich im Dezember 2020 hätte stattfinden sollen und auf Februar 2021 verschoben wurde. Dieses Sextuple hatte vor den Bayern und Flick nur der FC Barcelona unter seinem Übungsleiter Pep Guardiola im Jahr 2009 gewonnen.
Während Süles Abwesenheit und nach dem Wechsel Mats Hummels’ nach Dortmund war David Alaba in der Vorsaison von der linken Außenbahn in die Innenverteidigung verschoben worden, wohingegen der als Ersatz für Hummels verpflichtete Lucas Hernández künftig häufiger links außen auflief. Hier konnte sich aber unter Trainer Flick der junge Alphonso Davies profilieren, woraufhin Süle, Alaba, Boateng und Hernández in der Spielzeit 2020/21 in Rotation Innenverteidigerduos bildeten; Hernández wich jedoch trotz allem noch für einige Spiele auf die linke Außenbahn aus, Alaba ins defensive Mittelfeld. Im Rahmen des Gewinns der neunten Vereinsmeisterschaft erhielt Süle vom kicker im Verlauf der Ligasaison, die mit einem 8:0 über den späteren Absteiger FC Schalke 04 begann, zweimal in Folge die Note 5 und einmal sogar eine 5,5. Letztere bekam der Verteidiger als notenschlechtester Spieler auf dem Feld unter anderem, nachdem er durch einen Fehlpass den 2:3-Endstand aus Sicht seiner Mannschaft, die erst mit 2:0 geführt hatte, verursacht hatte. In der Champions League schieden die Münchner als Titelverteidiger im Viertelfinale gegen PSG aus. Das Rückspiel wurde zwar ohne Süle mit 1:0 gewonnen, im Hinspiel hatte man jedoch zuhause mit 2:3 verloren. Hierbei waren Torwart Neuer (Note 5) und Süle (wieder eine 5,5) die nach Zensuren schlechtesten Akteure und beide entscheidend daran beteiligt, dass die Franzosen bereits nach 28 Spielminuten mit 2:0 führten. In die Rangliste des deutschen Fußballs schaffte es Süle dann diesmal auch nicht. David Alaba, der im Sommer 2021 zu Real Madrid wechselte und vom kicker zum „Abwehrchef“ der Münchner gekürt worden war, besetzte in der internationalen Klasse hingegen Rang 1, Boateng Rang 4 und der Ex-Bayer Hummels rangierte auf dem 2. Platz.
Die Lücke, die Alaba und auch Boateng (ging nach Lyon) im Sommer 2021 in der Verteidigung hinterlassen hatten, füllten die Verantwortlichen des FC Bayern in der Folge mit Dayot Upamecano von RB Leipzig. Auch Flicks Nachfolger auf der Trainerbank, der ebenfalls aus Leipzig verpflichtete Julian Nagelsmann, ließ in der Innenverteidigung rotieren und setzte trotz allem am häufigsten auf Süle, den mittlerweile erfahrensten Abwehrspieler des Teams. Dieser erhielt im Saisonverlauf vom kicker-Sportmagazin Zensuren zwischen 2 und 3,5. Upamecano ersetzte Süle in der 2. Runde des DFB-Pokals nach 55 Minuten, als Borussia Mönchengladbach bereits mit 4:0 führte. Im Rahmen der höchsten Niederlage (0:5) des FC Bayern in der Geschichte des Wettbewerbs erhielt Süle erneut die Note 5, was dem Mannschaftsdurchschnitt entsprach. Im Vergleich zu seinen Teamkollegen wies der Innenverteidiger, der in fünf Spielzeiten lediglich achtmal Gelb gesehen hatte, innerhalb seiner letzten Bundesligasaison für den FC Bayern trotz dessen den besten Wert an gewonnenen Zweikämpfen (64 %) auf.

#### Wechsel ins Ruhrgebiet

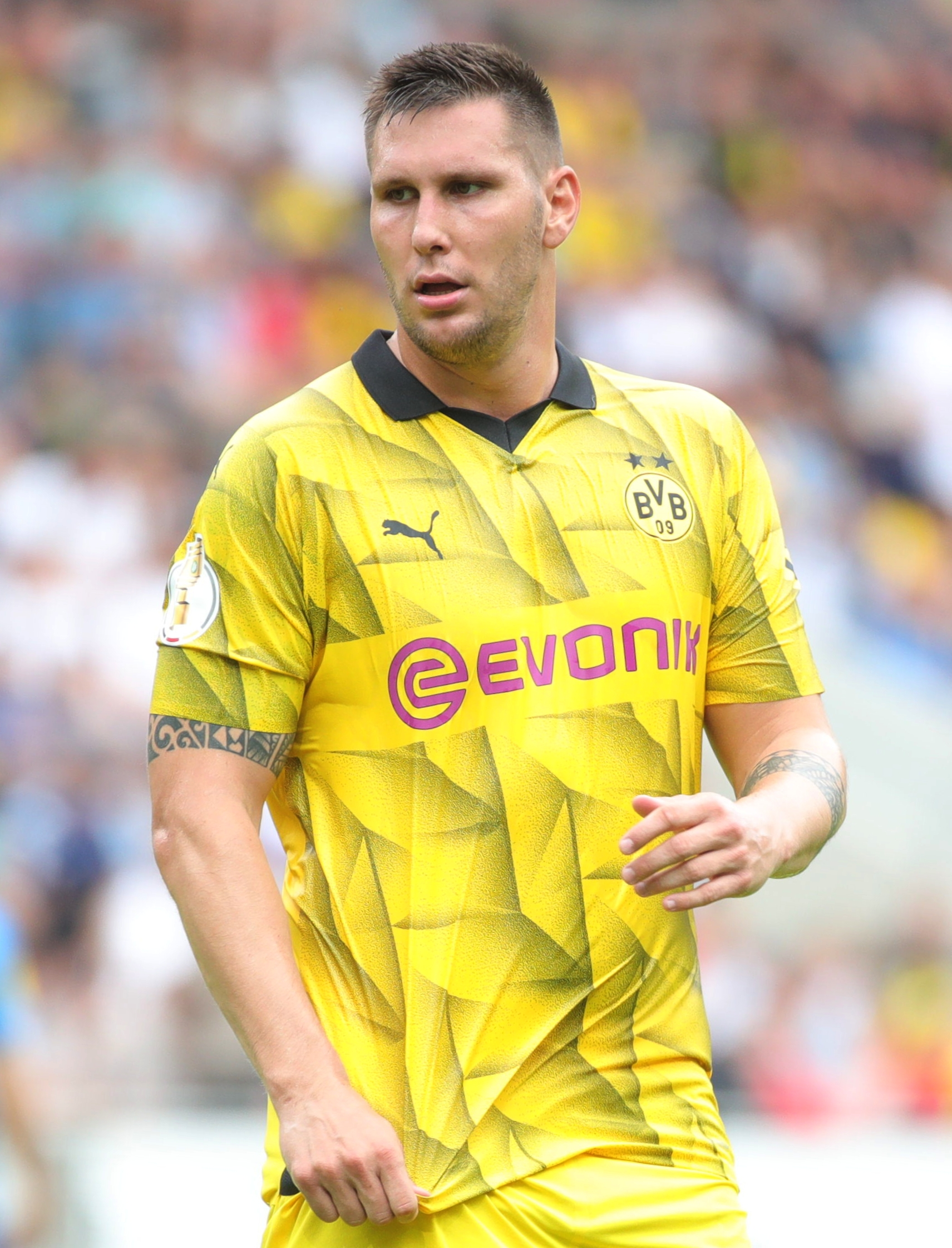
Im Trikot von Borussia Dortmund (2023)

Nach seinem Vertragsende beim FC Bayern wechselte Süle zur Saison 2022/23 ablösefrei zu Borussia Dortmund, wo er einen bis zum 30. Juni 2026 gültigen Vertrag erhielt. Beim BVB trat der Hesse in Konkurrenz mit dem etablierten Innenverteidiger Mats Hummels – den er noch aus München kannte – sowie dem ebenfalls neu verpflichteten Nationalspieler Nico Schlotterbeck. Aufgrund einer im ersten Saisonspiel (ein 3:0 im Pokal gegen 1860 München) zugezogenen Muskelverletzung verpasste Süle den Bundesligastart und konnte erst ab dem 3. Spieltag für seinen neuen Verein aktiv werden. Nach einigen Einwechslungen erarbeitete sich der Neuzugang einen Stammplatz, wurde jedoch während einer längeren Verletzungspause Thomas Meuniers sowie der Etablierung des Innenverteidigerduos Hummels und Schlotterbeck für den Großteil der Hinserie auf die rechte Außenbahn verschoben. Ab dem 17. Spieltag, an dem Süle beim 2:1 gegen Mainz 05 das Tor seines Mitspielers Julian Ryerson vorbereitete, rückte er anstelle von Hummels wieder in die Innenverteidigung, woraufhin auf der rechten Seite Ryerson wie auch Marius Wolf miteinander in Konkurrenz traten. In dieser Partie führte der Verteidiger seine Mannschaft auch erstmals als stellvertretender Kapitän aufs Feld, nachdem weder Marco Reus noch dessen Vertreter Hummels und Jude Bellingham in der Startformation gestanden hatten. Süle, den in beiden Saisonhälften hinter Hummels und vor Schlotterbeck vom kicker die nationale Klasse bescheinigt wurde, konnte eine neue persönliche Bestmarke aufstellen, als er am Saisonende bei sechs direkten Torbeteiligungen stand. Eine davon war das 2:2 in der sechsten Minute der Nachspielzeit am letzten Spieltag gegen Mainz 05 (Endstand 2:2). Auch wies der Hesse dem Portal Ligainsider zufolge die fünftbeste Passquote (90,6 %) der Liga auf und rangierte so hinter vier anderen Innenverteidigern. Im Verlauf der Rückserie hatten Süle und die Borussia nur ein Ligaspiel verloren und standen am Ende punktgleich mit dem Meister FC Bayern auf dem zweiten Rang mit einem schlechteren Torverhältnis.
In der Saison 2023/24 pendelte Süle als „Nummer 3“ in der Innenverteidigung hinter Hummels und Schlotterbeck zwischen der Bank und der Startelf, manches Mal wurde ihm sogar der Mittelfeldspieler Emre Can vorgezogen. Während er mit Dortmund in der Liga nur Fünfter wurde, erreichten Verein und Spieler, der den regulären Spielführer Can in drei Ligaspielen im Amt vertrat, das Endspiel der Champions League, in dem sie dem Rekordsieger Real Madrid unterlagen. Phasenweise, insbesondere in den letzten Monaten der Saison, wurde inner- wie auch außerhalb des Klubs Süles Fitnesszustand bemängelt. Dortmunds Sportdirektor Sebastian Kehl äußerte sich hierzu mit den Worten: „Wir hatten uns mehr erhofft. Er kann mehr, und ich erhoffe und erwarte mir in den nächsten Monaten auch mehr von ihm“.
Im Anschluss an die Saison verließ Mats Hummels nach Ablauf seines Vertrags Borussia Dortmund, mit Waldemar Anton wurde jedoch ein neuer Nationalspieler und Innenverteidiger verpflichtet. Anton und Süle gingen als Innenverteidigerduo in die Saison, nach einem 1:5 am 4. Spieltag gegen Antons alten Verein VfB Stuttgart tauschte der neue Trainer Nuri Şahin Süle jedoch gegen Nico Schlotterbeck aus. In der Folge fiel Süle im Oktober 2024 aufgrund zweier Sprunggelenksverletzungen bis Anfang Februar 2025 aus und absolvierte zwischenzeitlich nur zwei Pflichtspiele. Nach seiner Rückkehr saß er mehrere Partien in Folge auf der Bank, ohne ihn gewann der BVB einerseits mit 6:0 gegen Union Berlin, unterlag aber beispielsweise auch RB Leipzig und dem FC Augsburg. Nachdem die Defensive bis zum 29. Spieltag überwiegend aus einer Viererkette bestanden hatte, setzte der Nachfolger Şahins, Niko Kovač, schließlich auf eine Dreierkette. Süle war in den letzten sechs Ligaspielen stets von Beginn an ein Teil dieser Abwehrreihe und holte mit der Mannschaft aus diesen Spielen 15 Punkte. Somit konnte die Borussia, die zwischenzeitlich bis auf Rang 11 abgerutscht war, noch Vierter werden und sich wieder für die Champions League qualifizieren.
Im letzten Testspiel vor dem Pflichtspielauftakt der Saison 2025/26, einer Partie gegen Juventus Turin, verletzte sich Süle an der Wade und fällt für voraussichtlich zwei Monate aus.

### Nationalmannschaft
Süle debütierte am 15. Oktober 2010 in der U16-Nationalmannschaft, die in Göttingen mit 3:2 gegen die nordirische Auswahl gewann. Sein erstes Länderspieltor erzielte er zwei Tage später in Baunatal beim 4:1-Sieg gegen den gleichen Gegner mit dem Treffer zum 2:0 in der 65. Minute. Er nahm mit der U17-Nationalmannschaft an der vom 4. bis 16. Mai 2012 in Slowenien ausgetragenen Europameisterschaft teil und bestritt dort vier Turnierspiele einschließlich des mit 4:5 im Elfmeterschießen gegen die Auswahl der Niederlande verlorenen Finales. Beim olympischen Fußballturnier vom 3. bis 20. August 2016 in Rio de Janeiro bestritt er alle sechs Turnierspiele. Das Finale gegen Brasilien wurde mit 4:5 im Elfmeterschießen verloren, wobei Süle seinen Elfmeter verwandelte. Am 1. November 2016 wurden ihm und seinen Mitspielern der Olympia-Auswahlmannschaft das Silberne Lorbeerblatt durch den Bundespräsidenten verliehen.
Im ersten Länderspiel nach der Europameisterschaft am 31. August 2016 in Mönchengladbach gegen Finnland gab Süle mit seinem Startelfeinsatz beim 2:0-Sieg sein Debüt in der A-Nationalmannschaft. Bundestrainer Joachim Löw nominierte ihn für den FIFA-Konföderationen-Pokal 2017 in Russland. Im Turnier, das die deutsche Mannschaft gewann, kam er auf vier Einsätze, darunter einen Kurzeinsatz beim 1:0-Finalsieg gegen Chile am 2. Juli 2017. Auch bei der WM 2018, die ebenfalls in Russland stattfand, stand der Verteidiger im Kader und kam im letzten der drei Gruppenspiele zum Einsatz; anschließend schied der amtierende Weltmeister aus dem Wettbewerb aus. In einem Testländerspiel am 15. November 2018 gegen die russische Nationalmannschaft erzielte Süle beim 3:0 seinen ersten Länderspieltreffer.
Mit der deutschen Auswahl erreichte er bei der Europameisterschaft 2021 das Achtelfinale, wo Deutschland gegen England ausschied.
Im November 2022 wurde Süle von Trainer Hansi Flick in den Kader für die WM in Katar berufen. Für seine Leistung im Spiel gegen Japan, das mit 1:2 endete, erhielt er Kritik von Flick wie auch von den Ex-Nationalspielern Sami Khedira und Bastian Schweinsteiger. Süle war nicht wie gewohnt in der Innenverteidigung aufgeboten worden, sondern auf dem rechten defensiven Flügel, auf welchem er direkt an beiden Gegentreffern beteiligt war. Auch im zweiten Gruppenspiel – 1:1 gegen Spanien – sorgte ein Abwehrfehler des mittlerweile wieder im Abwehrzentrum spielenden Süle für ein Gegentor. Durch das schlechtere Torverhältnis gegenüber den punktgleichen Spaniern schieden die Deutschen wie schon vier Jahre zuvor nach der Gruppenphase aus, nachdem sie ihr letztes Spiel mit 4:2 gegen Costa Rica gewonnen hatten.
Nach diversen Einsätzen im Herbst 2023 wurde Süle im Jahr 2024 von Bundestrainer Flick wie auch dessen Nachfolger Julian Nagelsmann nicht mehr für die Nationalmannschaft berücksichtigt. Somit verpasste der Verteidiger auch die EM im eigenen Land.

## Titel und Auszeichnungen

### Vereine
International
- Champions-League-Sieger: 2020
- Klub-Weltmeister: 2020
- UEFA-Super-Cup-Sieger: 2020

Deutschland
- Deutscher Meister (5): 2018, 2019, 2020, 2021, 2022
- DFB-Pokalsieger (2): 2019, 2020
- DFL-Supercupsieger (4): 2017, 2018, 2020, 2021

### Nationalmannschaft
- Confed-Cup-Sieger: 2017
- Olympische Silbermedaille: 2016

### Auszeichnungen
- Wahl in die VDV 11 (3): 2017, 2019, 2021
- Silbernes Lorbeerblatt: 2016
- Mitglied der Mannschaft des Jahres 2020[46] (als Spieler des FC Bayern München)

## Sonstiges
Im Dezember 2020 eröffneten die Brüder Niklas und Fabian Süle in ihrer Heimatstadt Mörfelden-Walldorf eine Bar namens Forty Five. Der Name leitet sich von Niklas’ ehemaliger Rückennummer in Hoffenheim ab.
Süle ist mit Melissa Halter liiert. 2021 wurde ihr gemeinsamer Sohn geboren, im September 2023 wurden beide ein zweites Mal Eltern. Im Juli 2025 heiratete das Paar auf Mallorca.